# Ortotricàcies
Les ortotricàcies (Orthotrichaceae) és l'única família de molses dins l'ordre Orthotrichales. Moltes espècies d'aquesta família són epífites.

## Gèneres
- Cardotiella
- Ceuthotheca
- Codonoblepharon
- Desmotheca
- Florschuetziella
- Groutiella
- Leiomitrium
- Leptodontiopsis
- Leratia
- Macrocoma
- Macromitrium
- Matteria
- Orthotrichum
- Pentastichella
- Pleurorthotrichum
- Schlotheimia
- Sehnemobryum
- Stoneobryum
- Ulota
- Zygodon